# Championnats du monde de beach-volley 2009
Navigation
Gstaad 2007 Rome 2011
Les championnats du monde de beach-volley 2009, septième édition des championnats du monde de beach-volley, ont lieu du 26 juin au 5 juillet 2009 à Stavanger, en Norvège. Ils sont remportés par la paire allemande constituée de Julius Brink et Jonas Reckermann chez les hommes et par la paire américaine formée par April Ross et Jennifer Kessy chez les femmes.